# Aleuropteryx maculipennis
Aleuropteryx maculipennis är en insektsart som beskrevs av Meinander 1972. Aleuropteryx maculipennis ingår i släktet Aleuropteryx och familjen vaxsländor. Inga underarter finns listade i Catalogue of Life.